# Arudy
Arudy è un comune francese di 2 329 abitanti situato nel dipartimento dei Pirenei Atlantici nella regione della Nuova Aquitania. Appartiene inoltre, da sempre, alla regione storica del Béarn.
Il territorio del comune è bagnato dalla gave d'Ossau.

## Società

### Evoluzione demografica
Abitanti censiti

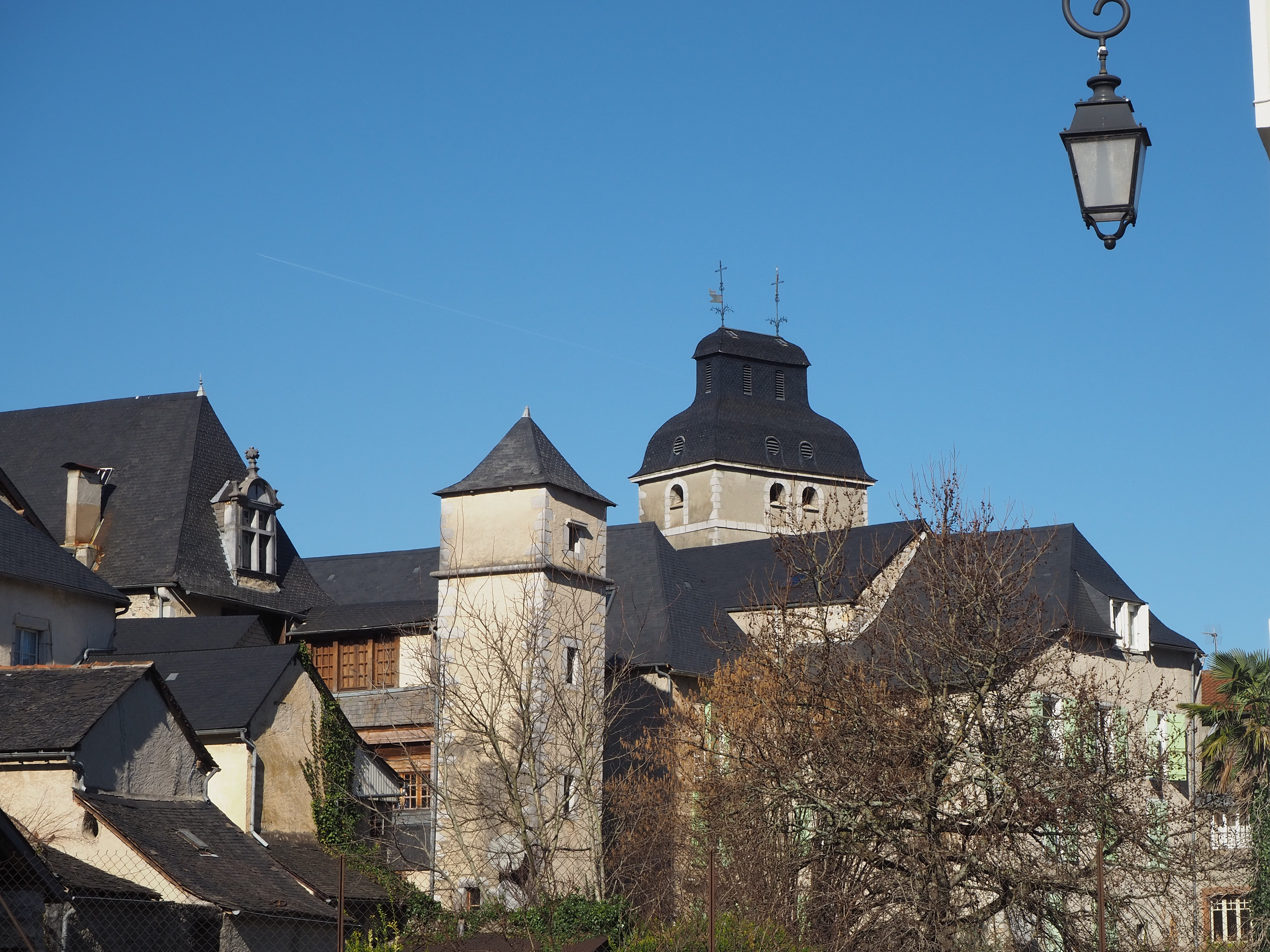
Arudy, porta d'ingresso della valle d'Ossau.
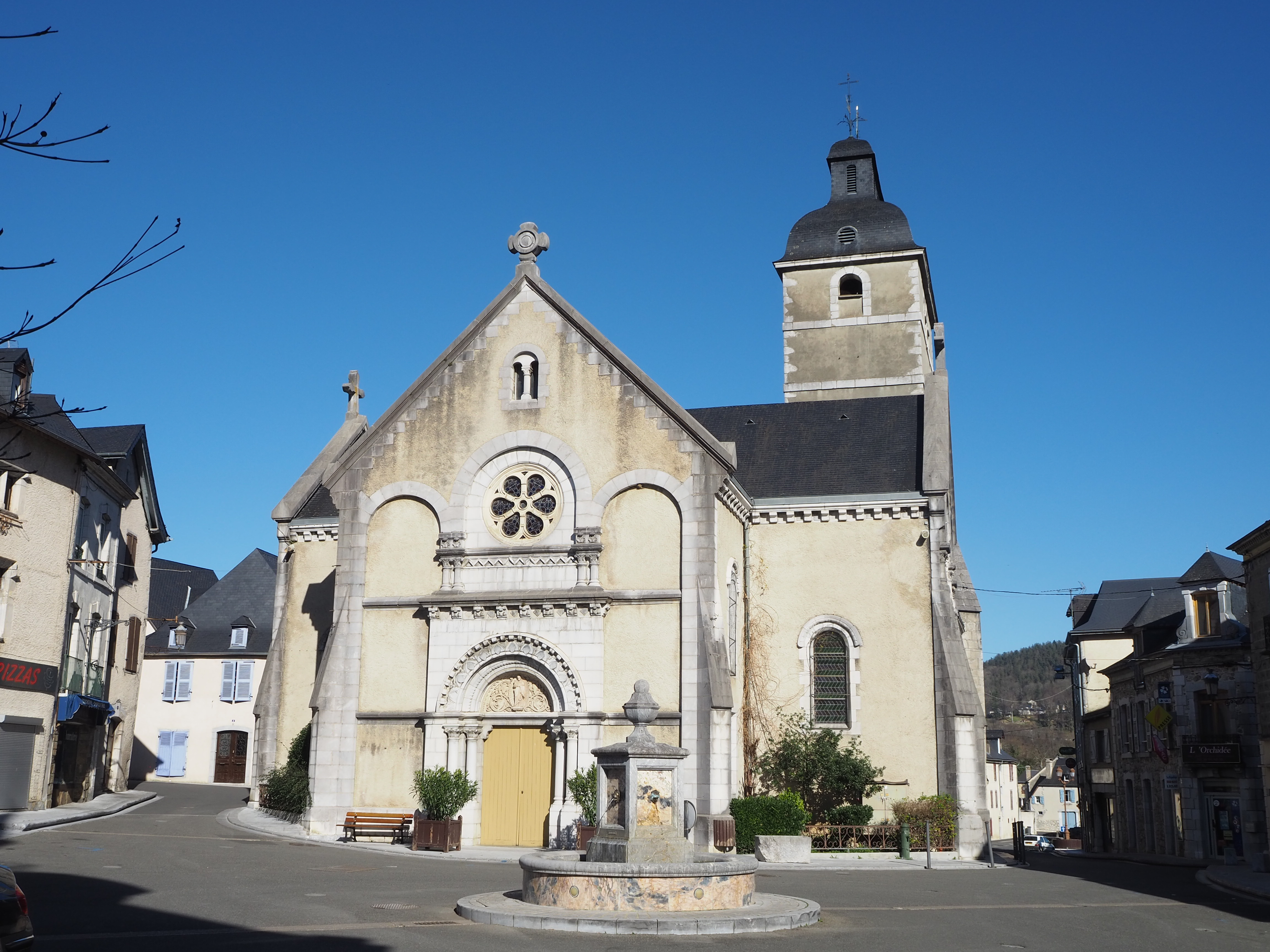
Chiesa di San Germano.
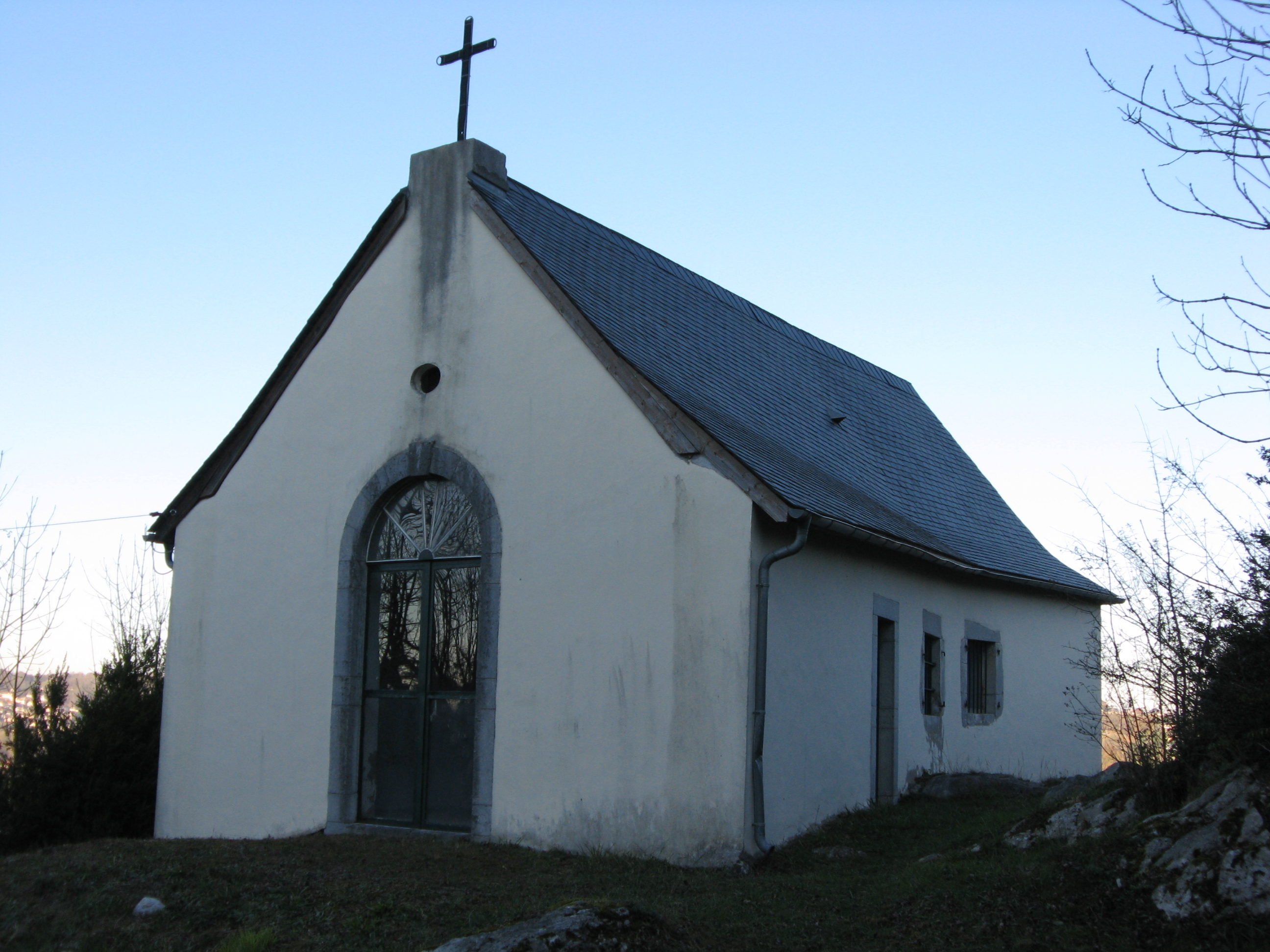
Cappella dedicata all'arcangelo Arcangelo Michele.